# Ans. Andur
Ans. Andur é uma banda estoniana de indie rock formada em 2002 na cidade de Paide.

## Integrantes

### Formação atual
- Madis Aesma - baixo, guitarra e vocal
- Mihkel Kirss - guitarra, teclado e vocal
- Gert Pajuväli - guitarra e baixo
- Madis Kirss - bateria e vocal

### Ex-integrantes
- Kaarel Kirss - (2002 - 2005)

## Discografia

### Álbuns de estúdio
- 2002: 1 peatus enne Viljandi kesklinna
- 2002: Teie kangelased
- 2004: Asfaldilapsed
- 2005: Tuled peale
- 2007: Topeltvikerkaar
- 2009: Kiletron
- 2012: Kõverad
- 2015: Öine Bingo
- 2018: Roheline Meri
- 2021: Uus palav päev